# Päwesin

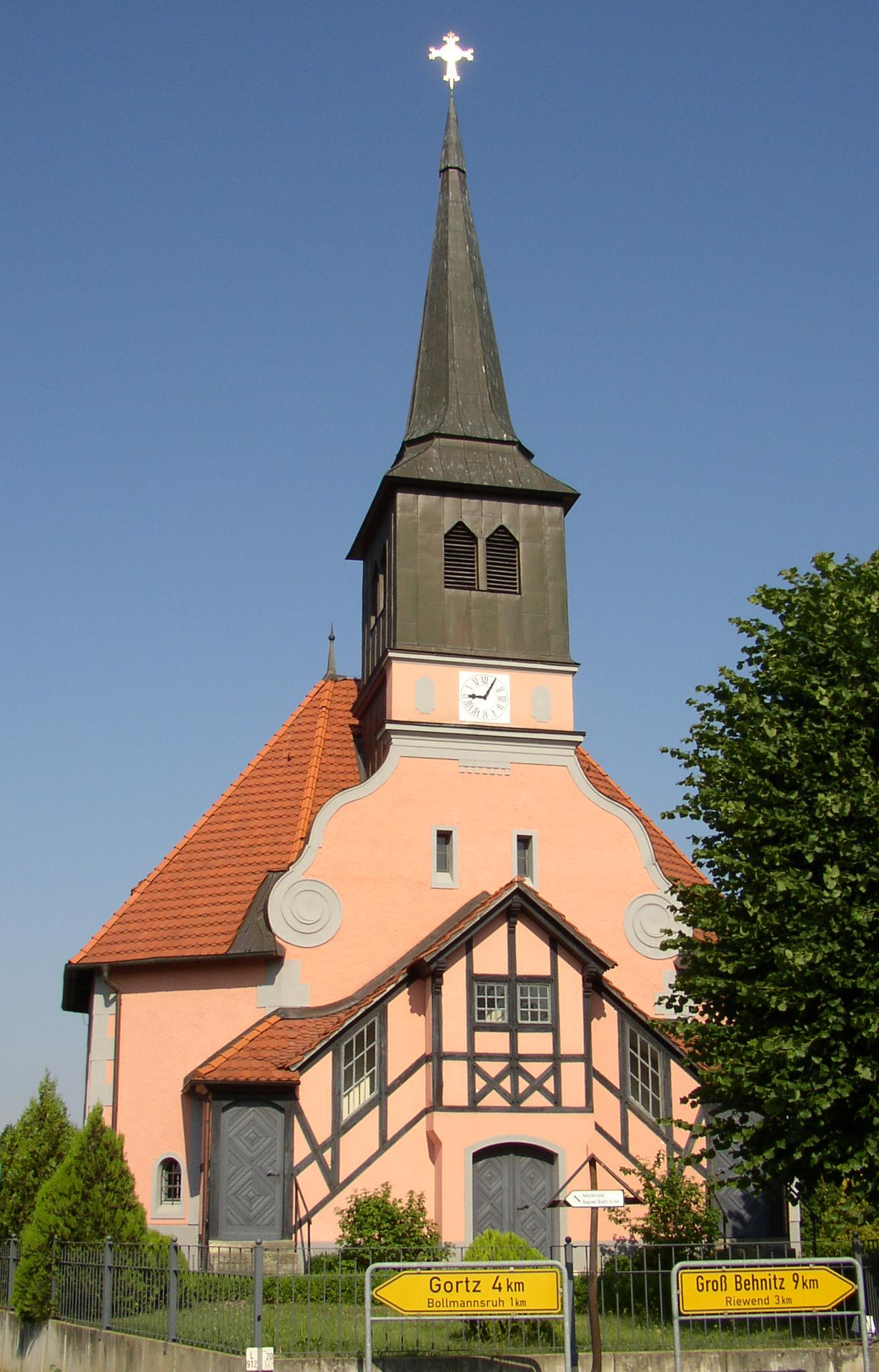
Church in Bagow

Päwesin là một đô thị thuộc huyện Potsdam-Mittelmark, bang Brandenburg, Đức.